# Chartisme

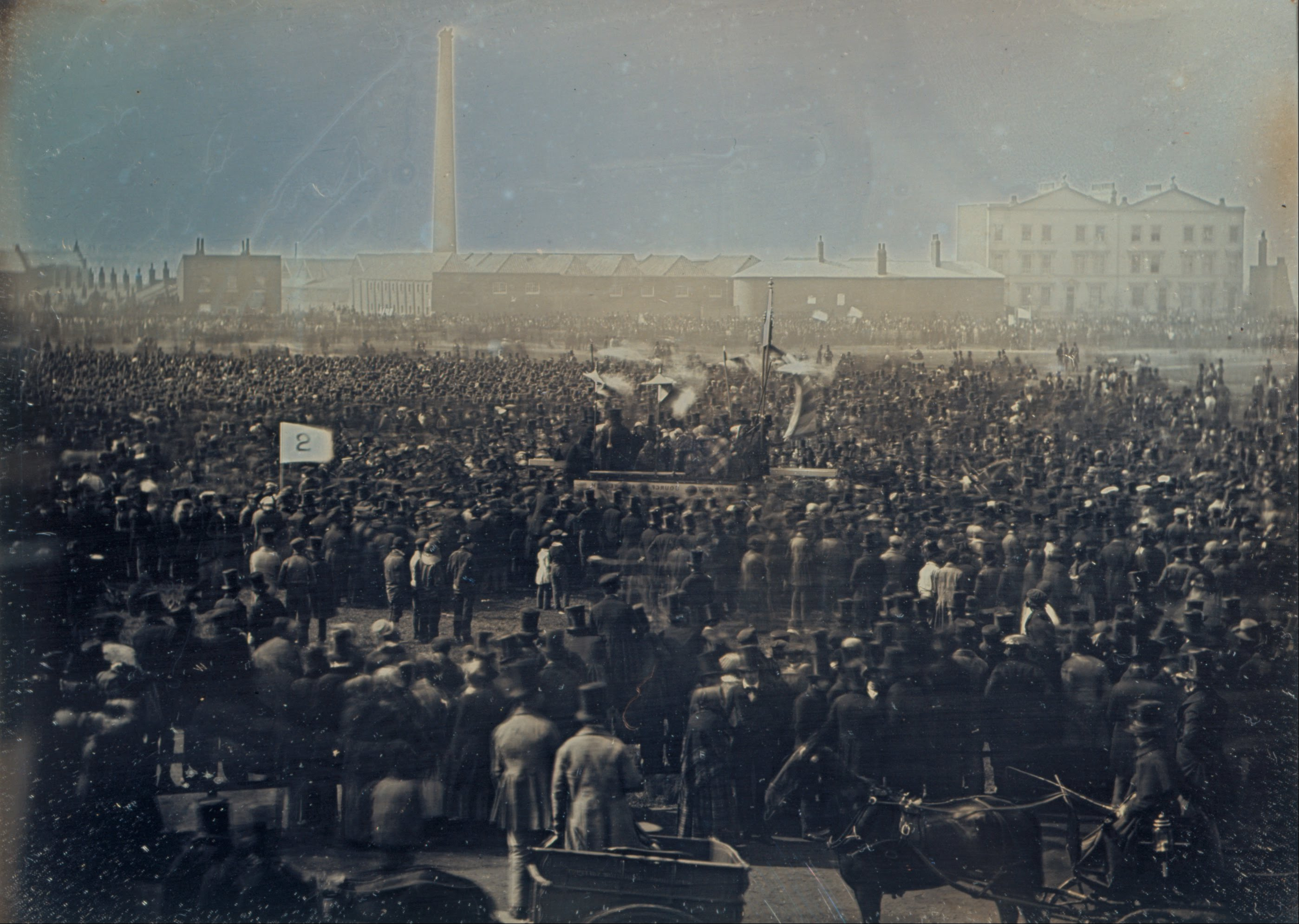
Grote bijeenkomst van chartisten in Londen (1848)

Het chartisme of de chartistenbeweging was een democratische beweging in Groot-Brittannië, die bestond tussen 1838 en 1860. De term chartisme verwijst naar de People’s Charter (Volkshandvest) uit 1838 waarin de eisen van de beweging zijn omschreven. De belangrijkste eis van het handvest was de invoering van het algemeen kiesrecht voor mannen boven de 21 jaar.

## People's Charter
In 1830 mochten slechts 839.519 mannen stemmen, terwijl de totale Britse mannelijke bevolking boven de 21 jaar uit meer dan 6 miljoen mensen bestond. In 1838 bracht de arbeidersgroepering London Working Men’s Association het geschrift People’s Charter (Volkshandvest) uit dat zij hadden geschreven in samenspraak met zes Radicale parlementariërs. De belangrijkste opsteller van het Volkshandvest was de socialistische meubelmaker William Lovett, die al eerder actief was in de Owenistische beweging en in de vakbeweging. De belangrijkste eis van het Volkshandvest was de invoering van het algemeen mannenkiesrecht. Lovett wilde ook kiesrecht voor vrouwen eisen, maar dit werd afgeraden door de Radicale parlementariërs om mogelijke aanhangers niet af te schrikken.
Het Volkshandvest eiste de volgende zes hervormingen:
- Algemeen kiesrecht voor elke man ouder dan 21 jaar met uitzondering van geestelijk gestoorden en misdadigers.
- Stemgeheim.
- Afschaffing van de eis dat een parlementskandidaat moest beschikken over land ter waarde van 300 pond sterling.
- Betaling van parlementsleden.
- Indeling in gelijke kiesdistricten qua inwonertal.
- Jaarlijkse parlementsverkiezingen.

## De petitie van 1839

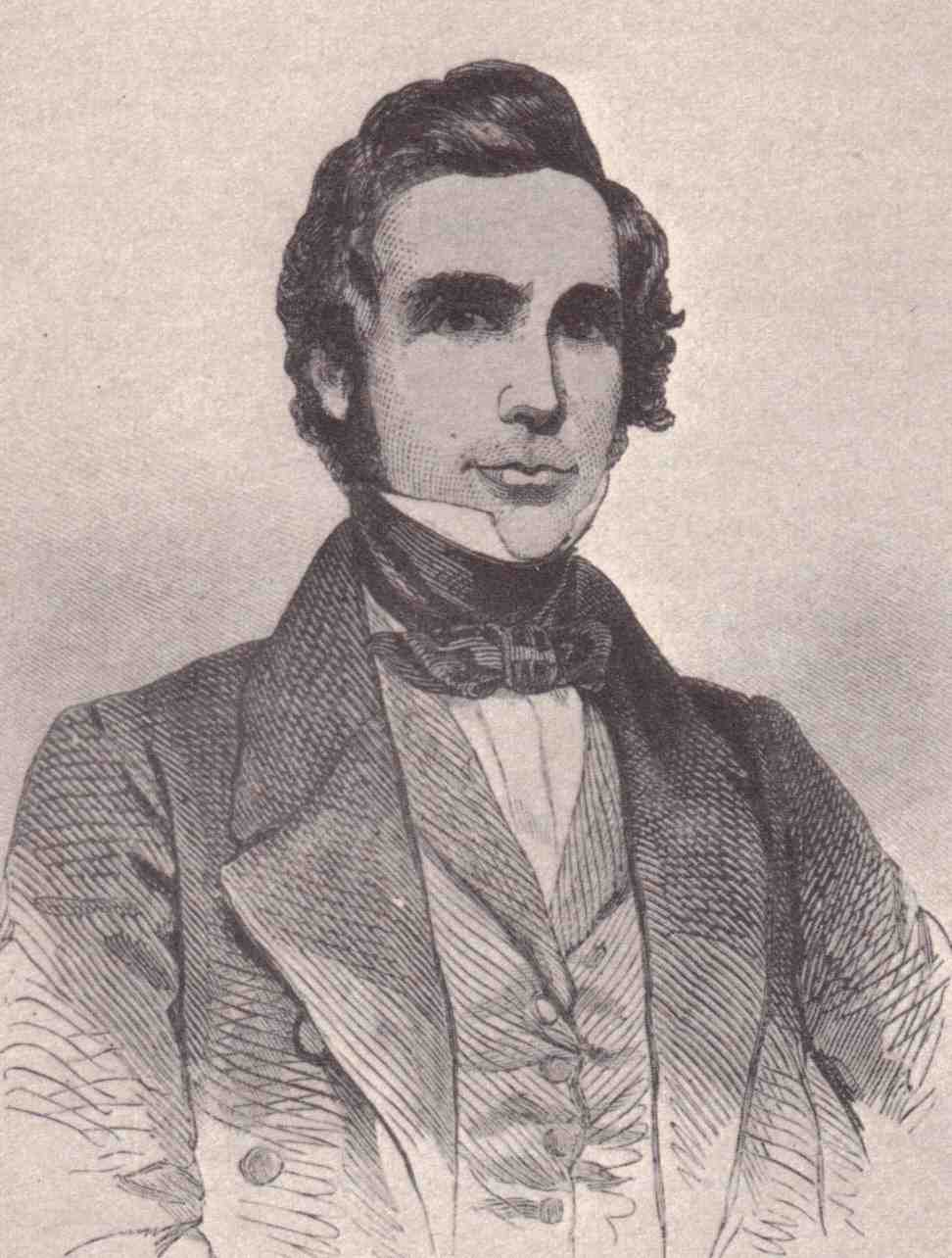
William Lovett.

Er werd een petitie opgesteld om de eisen uit het Volkshandvest te verwezenlijken. In 1838 en 1839 werden grote bijeenkomsten door het hele land gehouden om handtekeningen te verzamelen. Er werden grote bijeenkomsten georganiseerd met bijvoorbeeld 200.000 aanwezigen in Glasgow, 80.000 mensen in Newcastle, 250.000 arbeiders in Leeds en 300.000 mensen in Manchester.
De socialistische chartisten zagen het kiesrecht voor alle mannen ook als een middel om de arbeidsomstandigheden te verbeteren en de lonen te verhogen. Volgens de chartist en dominee Rayner Stephens was het Volkshandvest “een vraagstuk van mes en vork, van brood en kaas, het charter betekent voor ons goede huisvesting, goed eten en drinken, voldoende loon en inkorting van de arbeidstijd.”
Op 14 juni 1839 werd de petitie met ongeveer 1.280.000 handtekeningen overhandigd aan het Lagerhuis. De petitie werd door de sociaal-liberale parlementariërs Thomas Attwood en John Fielden naar het parlement gebracht. Op 8 juli 1839 werd een chartistische bijeenkomst in Birmingham aangevallen door de politie. De leiders van de chartisten zagen de actie van de politie als een aanval op de vrijheid van meningsuiting en de vrijheid van vergadering. Zij stelden een verklaring op waarin zij de acties van de politie veroordeelden. Lovett ondertekende deze verklaring en werd daarom gearresteerd. Op 12 juli werd de petitie besproken door het parlement. De petitie werd met 235 tegenstemmers tegen 46 voorstemmers afgewezen. De conservatieve Tories en de liberale Whigs stemden tegen het handvest, terwijl de sociaal-liberale Radicalen voor het charter stemden.
Op het gebied van actiemethoden bestonden er twee groepen chartisten. In de eerste plaats waren er de moral force chartists, dat wil zeggen chartisten die voorstander waren van vreedzame middelen. De tweede groep waren de physical force chartists die van mening waren dat de democratie ook met geweld mocht worden afgedwongen. De physical force chartists begonnen een gewapende opstand in Newport die hard door het leger werd neergeslagen, waarbij 20 chartisten gedood werden.

## De petitie van 1842

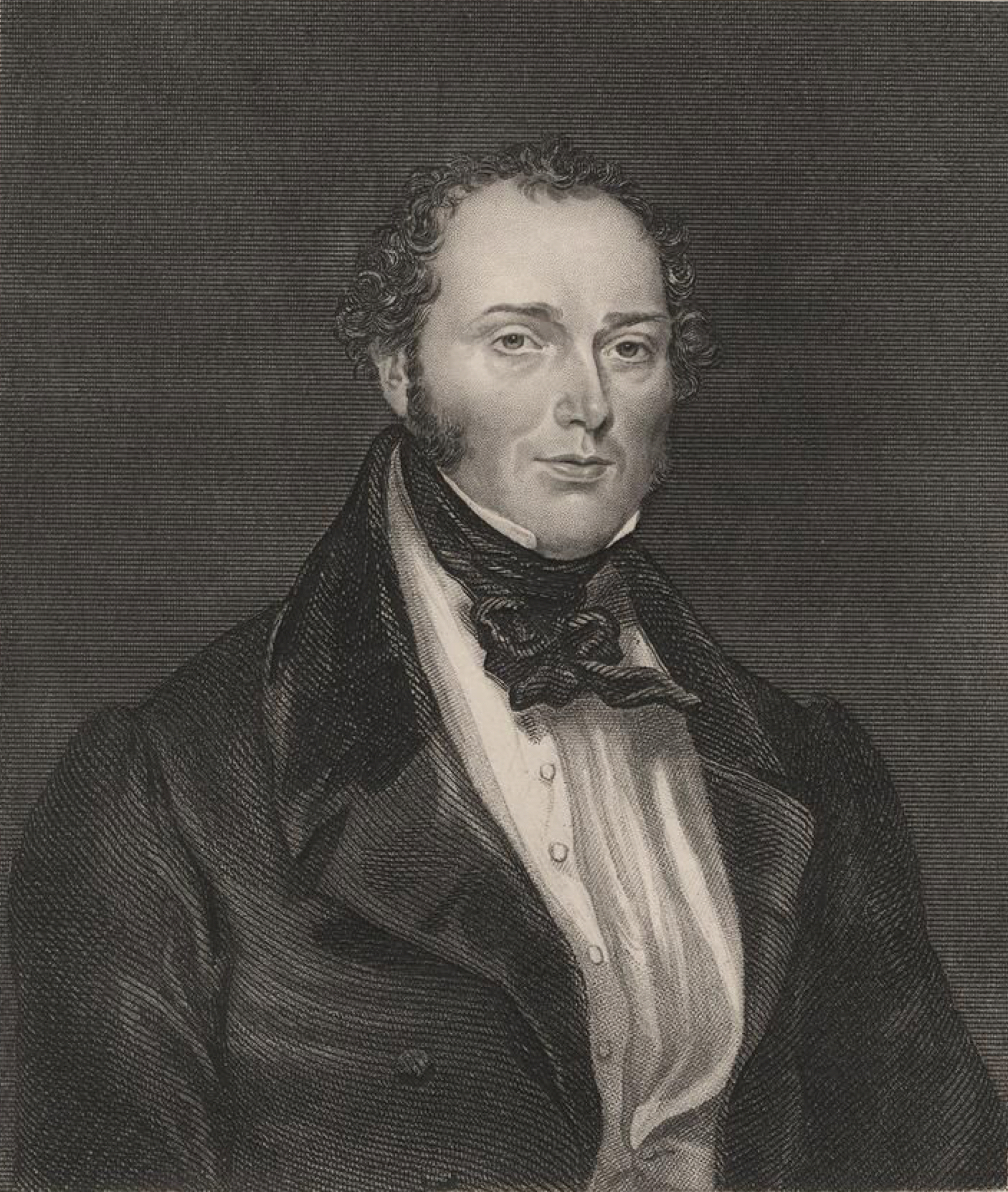
Feargus O'Connor.

Na de mislukte opstand kregen de moral force-chartisten de overhand. Op 20 juli 1840 werd de National Chartist Association opgericht met het doel om de bestaande lokale organisaties te verenigen die voor het Volkshandvest pleitten. In 1842 had de associatie ongeveer 40.000 betalende leden.
In mei 1842 werd een tweede petitie bij het parlement ingediend. Ditmaal stonden onder de petitie ongeveer 3.315.000 handtekeningen. Het parlementslid Thomas Duncombe diende dit keer het wetsvoorstel in om de eisen van het Volkshandvest te verwezenlijken. De tweede petitie werd op 2 mei 1842 door het parlement afgewezen. De depressie van 1842 leidde tot een golf aan stakingen omdat werkgevers de lonen sterk verlaagden. De stakers eisten naast loonsverhoging ook de invoering van het Volkshandvest. Er waren stakingen in 14 Engelse en 8 Schotse graafschappen. De nationale leiding van de chartisten sprak haar steun uit aan de stakingen.
Bij de parlementsverkiezingen van 1841 en 1847 deden chartisten in verschillende kiesdistricten mee. Bij de verkiezingen van 1847 werd de chartist Feargus O’Connor gekozen voor Nottingham.

## De petitie van 1848
In 1848 startten de chartisten nogmaals een petitie. Op 10 april 1848 organiseerde de chartistenbeweging een bijeenkomst in Londen. Van daaruit gingen de chartistenleiders naar het parlement om de derde petitie af te leveren. De chartisten beweerden dat 5,7 miljoen mensen hadden ondertekend, maar de griffier van het parlement beweerde dat er slechts 2 miljoen rechtmatige handtekeningen waren. De andere handtekeningen waren volgens de griffier ongeldig, omdat het gefingeerde namen of vrouwennamen waren. Echter, de griffier had in werkelijkheid niet genoeg tijd om alle handtekeningen te controleren. Het werkelijke aantal toegestane handtekeningen is nooit achterhaald.
De National Chartist Association bleef tot 1860 bestaan. De strijd voor de uitbreiding van het kiesrecht werd daarna voortgezet door de Reform League. Tegenwoordig zijn alle eisen uit het Volkshandvest verwezenlijkt in Groot-Brittannië met uitzondering van de jaarlijkse parlementsverkiezingen. In 1918 werd in Groot-Brittannië het algemeen stemrecht voor mannen ingevoerd.